# 新田町 (高浜市)
新田町（しんでんちょう）は、愛知県高浜市の地名。現行行政地名は新田町1丁目から新田町5丁目。

## 地理
高浜市の北西端に位置する。衣浦港の一部に相当し町内には貯水場や養魚場のほか多くの工場が立地している。町内に丁目を持つが小字は置かれていない。

### 港湾
- 衣浦港

## 歴史
碧海郡吉浜村を前身とする。
1987年に1丁目が吉浜町地先の埋立地より、1989年に2 - 5丁目が吉浜町の一部よりそれぞれ成立した。

### 沿革
- 1986年（昭和61年） - 公有水面埋立地において、高浜市新田町として成立[1]。

## 世帯数と人口
2019年（令和元年）6月1日現在の世帯数と人口は以下の通りである。
| 大字   | 世帯数 | 人口 |
| ------ | ------ | ---- |
| 新田町 | 64世帯 | 78人 |

### 人口の変遷
国勢調査による人口の推移
| 1995年（平成7年）  | 69人 | [ 6 ]  |  |
| 2000年（平成12年） | 73人 | [ 7 ]  |  |
| 2005年（平成17年） | 50人 | [ 8 ]  |  |
| 2010年（平成22年） | 59人 | [ 9 ]  |  |
| 2015年（平成27年） | 59人 | [ 10 ] |  |

## 学区
市立小・中学校に通う場合、学区は以下の通りとなる。また、公立高等学校に通う場合の学区は以下の通りとなる。
| 番・番地等 | 小学校             | 中学校             | 高等学校             |
| ---------- | ------------------ | ------------------ | -------------------- |
| 全域       | 高浜市立吉浜小学校 | 高浜市立高浜中学校 | 三河学区（特例地域） |

## 交通
道路
- 愛知県道50号名古屋碧南線

## 施設

### 1丁目
- トヨタ車体精工本社[13]北緯34度57分17.8秒 東経136度59分6.7秒 / 北緯34.954944度 東経136.985194度
  - トヨタ車体精工高浜工場[13]
- 豊生ブレーキ工業高浜工場[14]北緯34度57分12.7秒 東経136度59分6.7秒 / 北緯34.953528度 東経136.985194度
- 明和工業[15]北緯34度57分9.2秒 東経136度59分8.3秒 / 北緯34.952556度 東経136.985639度

### 3丁目
- 三洋商店高浜工場[16]北緯34度57分22.8秒 東経136度59分27.5秒 / 北緯34.956333度 東経136.990972度
- アスカ高浜工場[17]北緯34度57分15.6秒 東経136度59分28.9秒 / 北緯34.954333度 東経136.991361度
- ファミリーマート高浜新田店[18]北緯34度57分5.6秒 東経136度59分28.7秒 / 北緯34.951556度 東経136.991306度
- キクチコールドヘッダー[19]北緯34度57分15.4秒 東経136度59分21.5秒 / 北緯34.954278度 東経136.989306度
- 日本ペイント愛知工場[20]北緯34度57分8.3秒 東経136度59分25秒 / 北緯34.952306度 東経136.99028度
- シンダイ本社・愛知工場[21]北緯34度57分17.4秒 東経136度59分31.7秒 / 北緯34.954833度 東経136.992139度

### 4丁目
- イビケンウッドテック本社工場[22]北緯34度56分56.1秒 東経136度59分22秒 / 北緯34.948917度 東経136.98944度
- イビケン樹脂衣浦工場[23]北緯34度56分54.9秒 東経136度59分15.2秒 / 北緯34.948583度 東経136.987556度
- イビケン衣浦事業所プレカット第1工場

### 5丁目
- デンソー機工[24]北緯34度56分51.3秒 東経136度59分11.1秒 / 北緯34.947583度 東経136.986417度
- イビデン衣浦事業場[25]北緯34度56分43.7秒 東経136度59分12.2秒 / 北緯34.945472度 東経136.986722度
  - イビデン衣浦寮[26]
- 橋本電機工業[27]北緯34度56分41.8秒 東経136度59分7.8秒 / 北緯34.944944度 東経136.985500度
- サンエツ運輸高浜物流センター[28]北緯34度56分38.3秒 東経136度59分2.4秒 / 北緯34.943972度 東経136.984000度
- 刈谷紙器高浜物流センター[29]北緯34度56分36.7秒 東経136度59分5.6秒 / 北緯34.943528度 東経136.984889度
- かりや愛知中央生活協同組合衣浦営業所[30]北緯34度56分34.9秒 東経136度59分4.3秒 / 北緯34.943028度 東経136.984528度

## その他

### 日本郵便
- 郵便番号 : 444-1301[4]（集配局：高浜郵便局[31]）。